# Poyntonophrynus
Poyntonophrynus is een geslacht van kikkers uit de familie padden (Bufonidae). De groep werd voor het eerst wetenschappelijk beschreven in 2006 door een groep van biologen; Darrel Richmond Frost, Taran Grant, Julián Faivovich, Raoul Harley Bain, Alexander Haas, Célio Fernando Baptista Haddad, Rafael Omar de Sá, Alan Channing, Mark Wilkinson, Stephen Charles Donnellan, Christopher John Raxworthy, Jonathan Atwood Campbell, Boris L. Blotto, Paul Edmunds Moler, Robert Clifton Drewes, Ronald Archie Nussbaum, John Douglas Lynch, David M. Green en Ward C. Wheeler .
Er zijn 10 soorten die voorkomen in Afrika; Angola, Botswana, Ethiopië, Kenia, Namibië, Somalië, Soedan, Swaziland, Tanzania en Zuid-Afrika.

## Soorten
Geslacht Poyntonophrynus
- Soort Poyntonophrynus beiranus
- Soort Poyntonophrynus damaranus
- Soort Poyntonophrynus dombensis
- Soort Poyntonophrynus fenoulheti
- Soort Poyntonophrynus grandisonae
- Soort Poyntonophrynus hoeschi
- Soort Poyntonophrynus kavangensis
- Soort Poyntonophrynus lughensis
- Soort Poyntonophrynus parkeri
- Soort Poyntonophrynus vertebralis

Adenomus · 
Altiphrynoides · 
Amazophrynella · 
Anaxyrus · 
Ansonia · 
Atelopus · 
Barbarophryne · 
Blythophryne · 
Bufo · 
Bufoides · 
Bufotes · 
Capensibufo · 
Churamiti · 
Dendrophryniscus · 
Didynamipus · 
Duttaphrynus · 
Epidalea · 
Frostius · 
Ghatophryne · 
Incilius · 
Ingerophrynus · 
Laurentophryne · 
Leptophryne · 
Melanophryniscus · 
Mertensophryne · 
Metaphryniscus · 
Nannophryne · 
Nectophryne · 
Nectophrynoides · 
Nimbaphrynoides · 
Oreophrynella · 
Osornophryne · 
Parapelophryne · 
Pedostibes · 
Pelophryne · 
Peltophryne · 
Phrynoidis · 
Poyntonophrynus · 
Pseudobufo · 
Rentapia · 
Rhaebo · 
Rhinella · 
Sabahphrynus · 
Schismaderma · 
Sclerophrys · 
Strauchbufo · 
Truebella · 
Vandijkophrynus · 
Werneria · 
Wolterstorffina · 
Xanthophryne